# Karlheinz Stockhausen

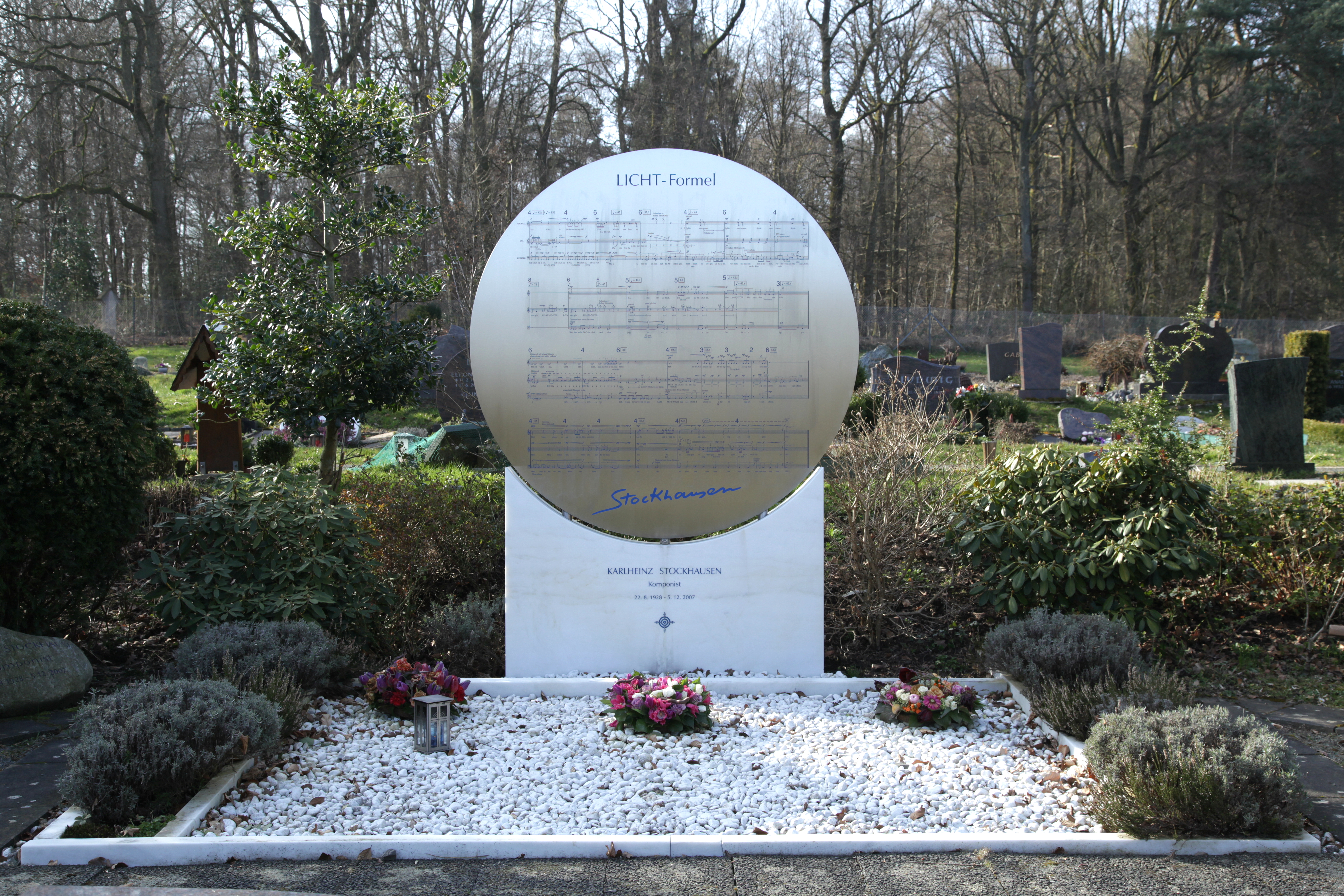
Karlheinz Stockhausens grav i Kürtener Waldfriedhof.

Karlheinz Stockhausen, född 22 augusti 1928 i Mödrath, död 5 december 2007 i Kürten, var en tysk kompositör. Han utmärkte sig för mångsidighet och experimentlust med utgångspunkt från den klassiska traditionen och spelade en huvudroll i utvecklingen av konkreta, elektroakustiska och elektroniska uttrycksmedel.

## Biografi
Stockhausen förlorade sina föräldrar under andra världskriget. Under kriget arbetade han som sjukvårdare, och efter krigsslutet studerade han oboe och komposition vid Musikhochschule i Köln, där en av hans lärare var Frank Martin. Chöre für Doris och Kreuzspiel är exempel på stycken som tillkommit under studietiden. Stockhausens utveckling som tonsättare tog fart när han studerade för Olivier Messiaen på Pariskonservatoriet 1951. Det var under den tiden han började intressera sig för konkret musik, efter att ha träffat genrens pionjär Pierre Schaeffer. På Pariskonservatoriet realiserade Stockhausen sina första bandstycken Études Concrètes. Han var även med om att bygga en studio för elektronisk musik vid Kölns radiohus WDR, där Herbert Eimert blev föreståndare. Uppmärksammade stycken av Stockhausen som är realiserat i denna studio är Gesang der Jünglinge för femkanaligt tonband, samt Kontakte (1959-1960) för piano, slagverk och 4-kanaligt band.
Vid de årliga sammanträffandena i Darmstadt, den s.k. Darmstadtskolan umgicks Stockhausen med framträdande kompositörer och personligheter som Pierre Boulez, Henri Pousseur, Luigi Nono och Luciano Berio.
| ”                       | Whenever we heard sounds, we are changed, we are no longer the same ... and this is especially the case when we hear organised sounds, sounds organised by another human being: music. | „ |
| – Karlheinz Stockhausen | |   |

År 1977 påbörjade Stockhausen det mycket stort anlagda verket Licht (Ljus), där varje veckodag är en opera, alltså Montag aus Licht, Dienstag aus Licht, Mittwoch aus Licht, Donnerstag aus Licht, Freitag aus Licht, Samstag aus Licht och Sonntag aus Licht. Verket fullbordades först år 2003. En komposition med spektakulärt instrumentarium är Helikopter-Quartette, som skall spelas i luften med vardera stämma på var sin helikopter. Kvartetten ingår i en av dessa operor, Mittwoch aus Licht.
Stockhausen komponerade över 200 verk, utgav över 130 grammofon- och CD-skivor samt drev sedan tidigt 1990-tal ett eget musikförlag och skivbolag.

## Galleri

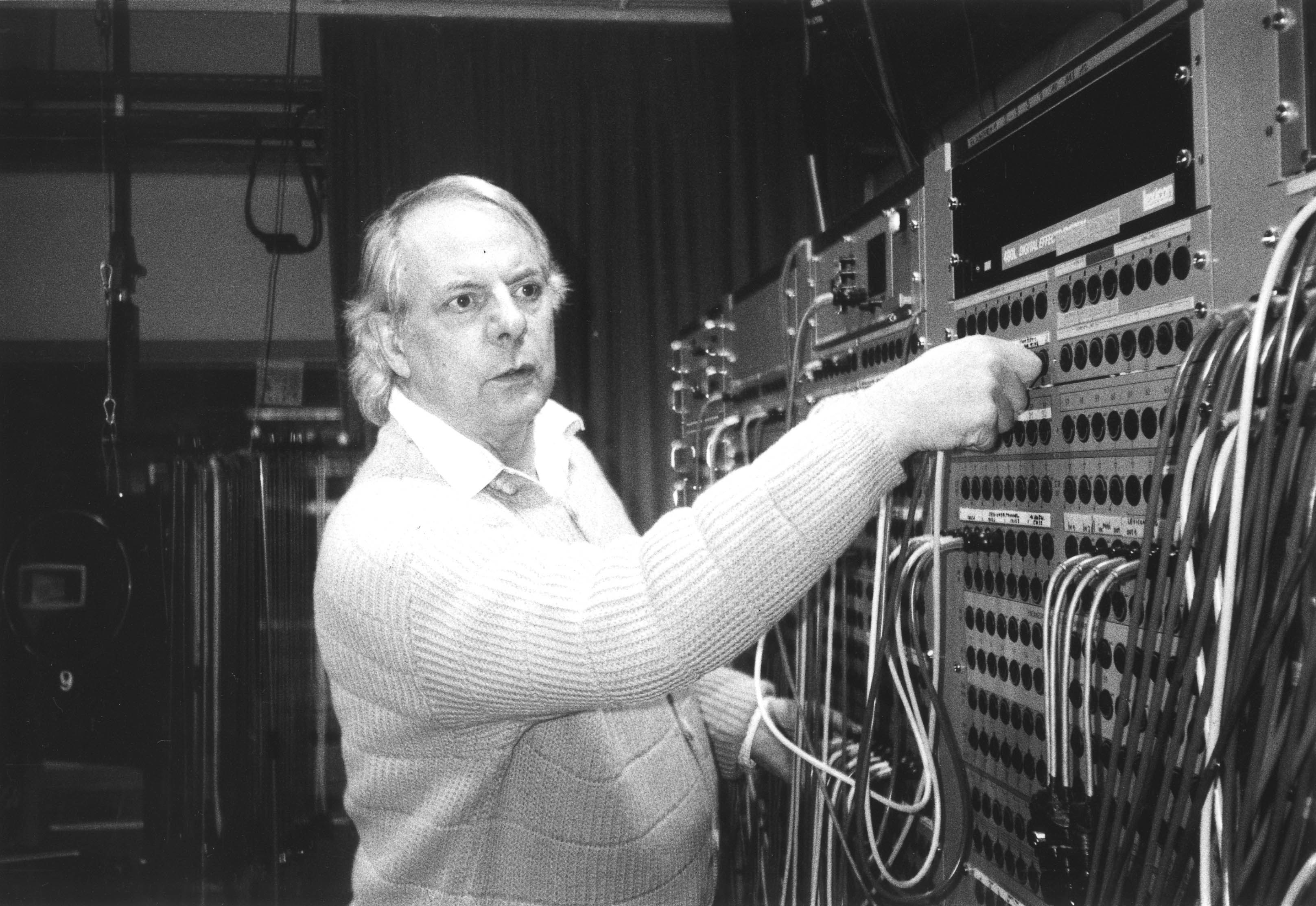
Karlheinz Stockhausen i Studio für Elektronische Musik 1994.
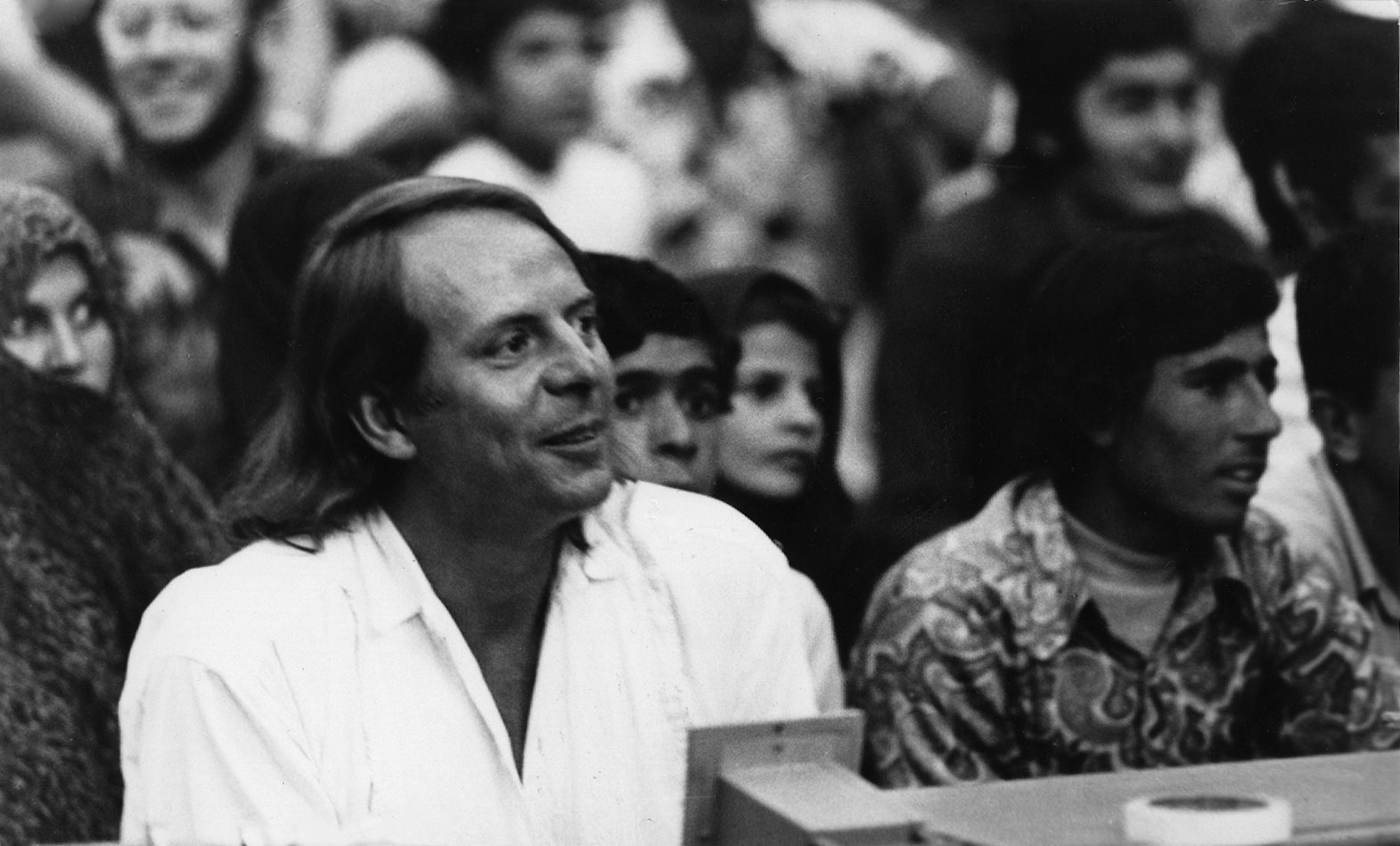
Karlheinz Stockhausen på Schiras-Kunstfestival i Iran, 1972.
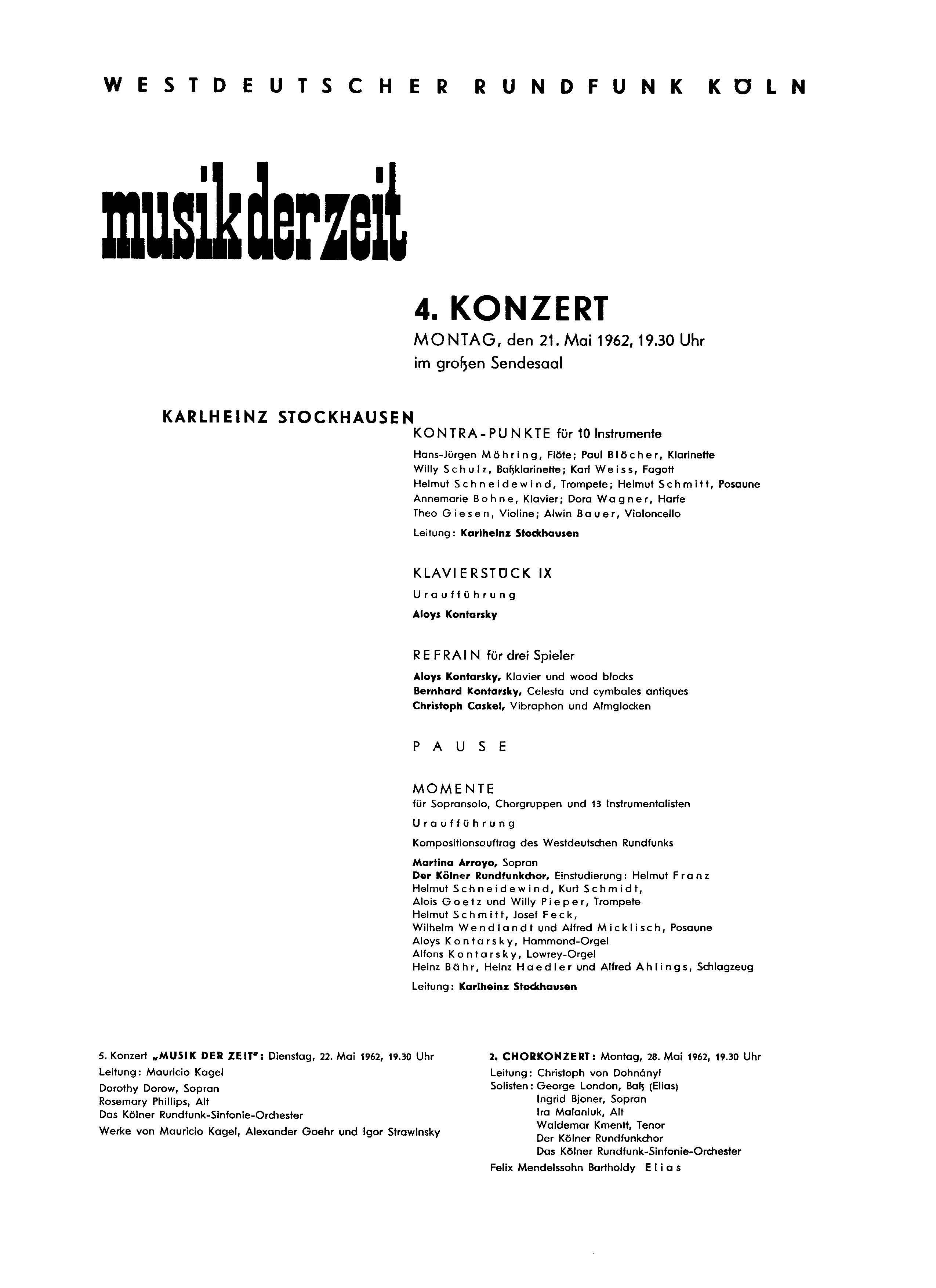
Westdeutschen Rundfunks programblad för fyra konserter i Köln 1962.
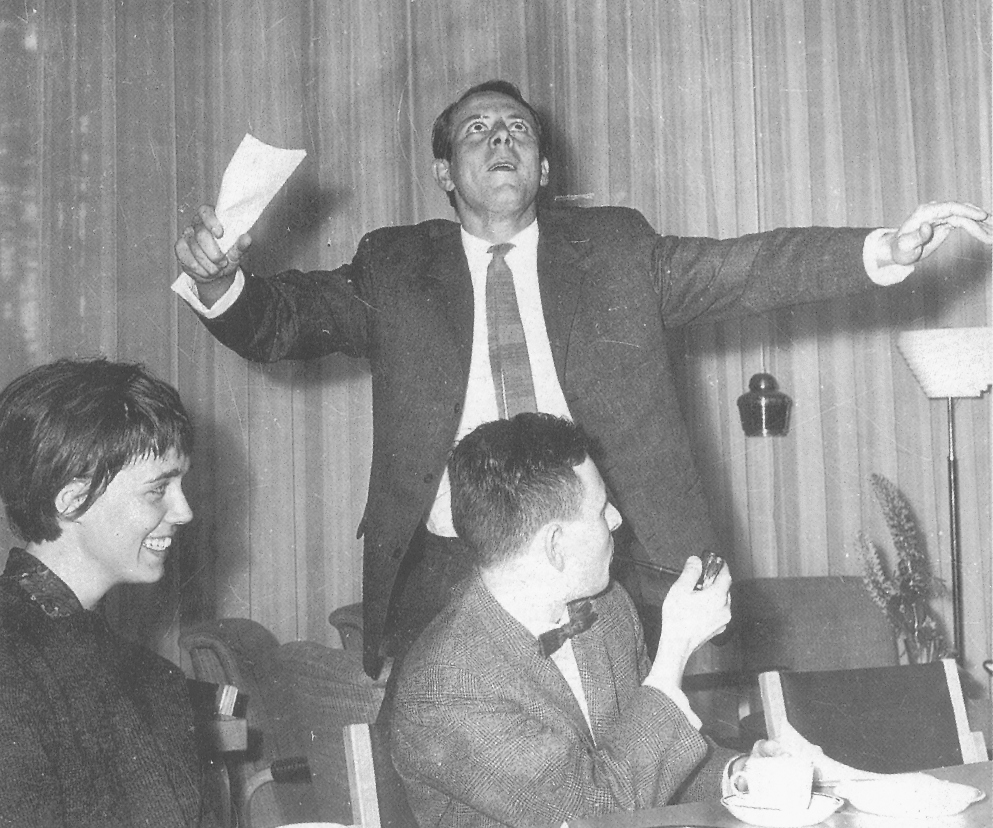
Stockhausen framträder under en kulturfestival i Jyväskylä, Finland 1962.
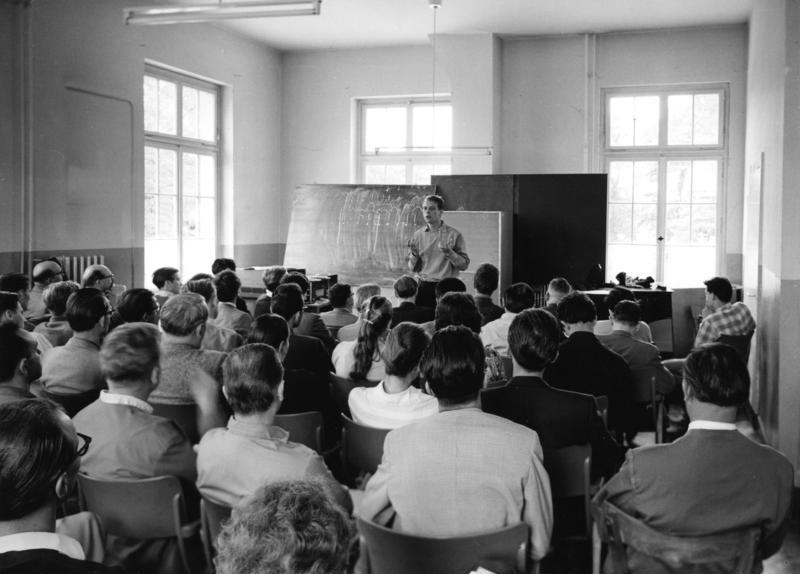
Stockhausen håller kurs i Darmstadtskolan 1957.
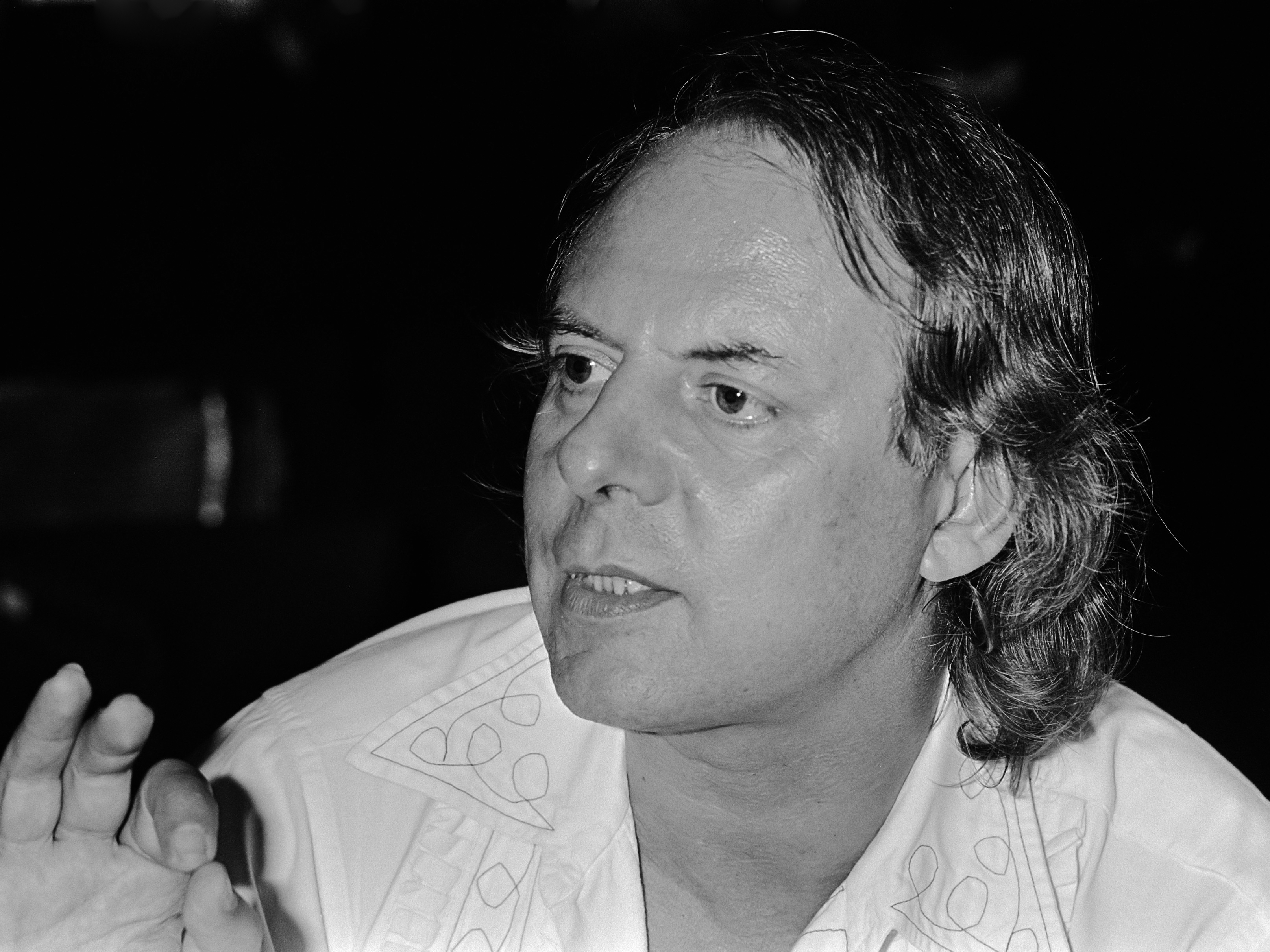
Karlheinz Stockhausen 1980.
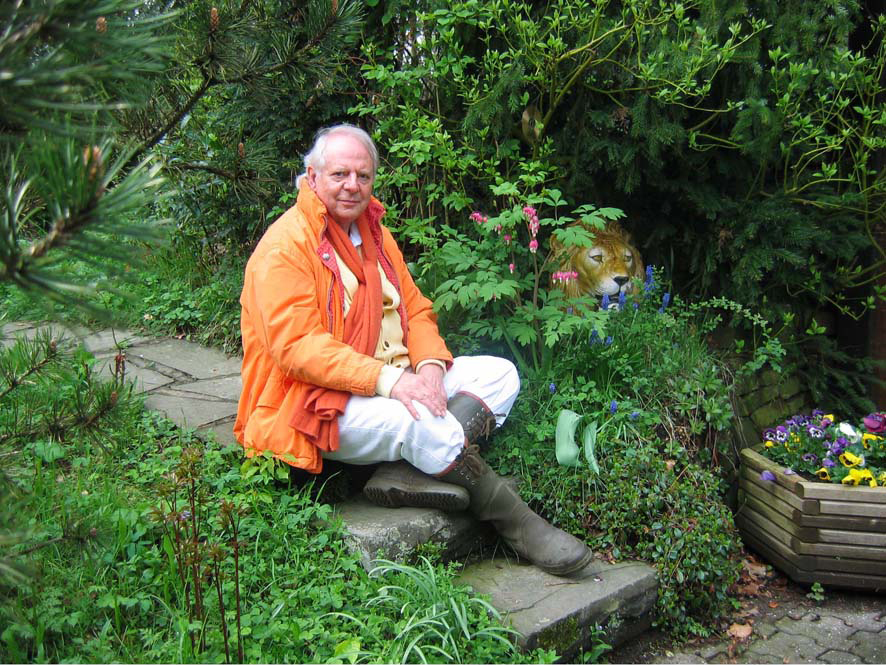
Karlheinz Stockhausen i Kürten 2005.

### Priser och utmärkelser
- 1974 – Bundesverdienstkreuz första klass
- 1979 – Hedersmedlem i American Academy of Arts and Letters
- 1985 – Kommendör av Ordre des Arts et des Lettres
- 1986 – Ernst von Siemens Musikpreis
- 1989 – Hedersmedlem i American Academy of Arts and Sciences
- 1992 – Nordrhein-Westfalens förtjänstorden
- 2001 – Polarpriset

## Kompositioner (i urval)
- Chöre für Doris
- Kreuzspiel
- Études concrètes
- Gesang der Jünglinge
- Kontakte (1959-1960) för piano, slagverk och 4-kanaligt band
- Licht, Die sieben Tage der Woche (Ljus, Veckans sju dagar) (1977-2003), sju operor, en för varje veckodag.
- Adieu (1966)

## Elever (i urval)
- Gilbert Amy
- Holger Czukay
- Jon Hassell
- Helmut Lachenmann
- Wolfgang Rihm
- Irmin Schmidt
- Ludger Stühlmeyer